# Cratere Wabash
Wabash  è un cratere sulla superficie di Marte.